# Chloraea grandiflora
Chloraea grandiflora är en orkidéart som beskrevs av Eduard Friedrich Poeppig. Chloraea grandiflora ingår i släktet Chloraea och familjen orkidéer. Inga underarter finns listade i Catalogue of Life.